# Magdeleine Vallieres
Magdeleine Vallieres Mill (Sherbrooke, 10 agosto 2001) è una ciclista su strada, ciclocrossista e mountain biker canadese che corre per il team EF-Oatly-Cannondale. È attiva in formazioni UCI dal 2020.

## Palmarès

### Strada
- 2019 (Juniores)

Campionati canadesi, Prova a cronometro Junior
Campionati canadesi, Prova in linea Junior
- 2024 (EF Education-Cannondale, una vittoria)

Trofeo Palma Femina

#### Altri successi
- 2024 (EF Education-Cannondale)

Campionati canadesi, Criterium

### Mountain bike
- 2019

Sherbrooke Canada Cup, Cross country Junior (Sherbrooke)

## Piazzamenti

### Grandi Giri
- Giro d'Italia

2022: 38ª
2023: ritirata (9ª tappa)
2024: 38ª
- Tour de France

2022: 66ª
2023: 97ª
2024: ritirata (5ª tappa)
- Vuelta a España

2023: 60ª
2024: 29ª

### Competizioni mondiali
- Campionati del mondo su strada

Innsbruck 2018 - Cronometro Junior: 46ª
Innsbruck 2018 - In linea Junior: 38ª
Yorkshire 2019 - Cronometro Junior: 22ª
Yorkshire 2019 - In linea Junior: 10ª
Imola 2020 - In linea Elite: ritirata
Wollongong 2022 - In linea Elite: ritirata
Zurigo 2024 - In linea Elite: 14ª
- Campionati del mondo di ciclocross

Valkenburg 2018 - Under-23: 22ª
Bogense 2019 - Under-23: 28ª
- Campionati del mondo di mountain bike

Mont-Sainte-Anne 2019 - Cross country Junior: 24ª